# Aichatou Ousmane Issaka
Aichatou Ousmane Issaka, là Thiếu tá, Phó Giám đốc phụ trách các vấn đề về công tác xã hội tại Bệnh viện quân đội Niamey, là một trong những nữ quân nhân đầu tiên ở quốc gia Nigeria. Năm 2016, cô đã nhận được Giải thưởng Người ủng hộ Giới tính Quân sự của Liên Hợp Quốc cho cống hiến của mình tại Gao, Mali với lực lượng gìn giữ hòa bình của Liên Hợp Quốc, MINUSMA, trong giai đoạn 2014-2015. Cô từng là Đội trưởng trong phòng hợp tác quân sự-dân sự, và đào tạo các sĩ quan và tiếp cận với phụ nữ địa phương, theo các nguyên tắc của Nghị quyết 1325 (năm 2000) của Hội đồng Bảo an Liên Hợp Quốc, nhằm tăng cường sự tham gia của phụ nữ trên toàn cầu và nhất là tích hợp quan điểm về giới trong các nỗ lực gìn giữ hòa bình. Issaka cũng đồng hành cùng với các Đội tuần tra là đồng nghiệp nam giới, giúp cho phụ nữ và trẻ em trên toàn cầu dễ tiếp cận hơn các quyền và lợi ích của họ. Cô là người đầu tiên nhận giải thưởng này bởi các cống hiến đặc biệt của mình.
Vào ngày 29 tháng 03 năm 2017, Issaka đã nhận được Giải thưởng Phụ nữ Can đảm Quốc tế cho những đóng góp gìn giữ hòa bình của cô ở Nigeria và ở Mali, từ những người trao gồm Đệ nhất phu nhân Hoa Kỳ Melania Trump và Bộ trưởng Ngoại giao Hoa Kỳ Thomas A. Shannon.